# Хаднер, Томас Джером
Томас Джером Хаднер-младший (31 августа 1924 –13 ноября 2017) – офицер ВМС США, военно-морской авиатор, дослужился до звания капитана. Удостоился медали Почёта за действия по спасению своего ведомого, энсина Джесси Л. Брауна во время битвы за Чосинское водохранилище в ходе Корейской войны.

## Биография
Хаднер родился 31 августа 1924 года в Фолл-ривер, штат Массачусетс. Его отец, Томас Хаднер-старший был бизнесмен ирландского происхождения, построивший сеть бакалейных магазинов Hudner's Markets. Позднее у Томаса появилось ещё три брата: Джеймс, Ричард и Филипп.
В 1939 году Хаднер поступил в престижную Академию Филипса в г. Эндовер, штат Массачусетс. Его родственники также оканчивали академию, его отец окончил её в 1911 году, его дядя Харольд Хаднер – в 1921 году . Трое братьев Хаднера также окончили академию: Джеймс в 1944, Ричард в 1946 и Филипп в 1954 году. Во время учёбы в хай-скул Томас участвовал в нескольких организациях, занимал пост капитана школьной легкоатлетической команды, состоял в командах по американскому футболу и лакроссу, офицером класса, членом студенческого совета и помощником канцлера.
После нападения японцев на Перл-Харбор и вступления США во вторую мировую войну Хаднер услышал речь главы академии Клода Фёсса, которая как он позднее заметил, побудила его вступить в армию. Он стал одним из 10 учеников школы, поступивших в Военно-морскую академию США в г.Аннаполисе, штат Мэриленд в 1943 году. Хаднер окончил академию в 1946 году и получил офицерское звание, но к этому времени война закончилась. Одноклассниками Хаднера были Марвин Джей Бекер, Джеймс Стокдейл, Джимми Картер и Стэнфилд Тёрнер, позднне получившие известность . Во время учёбы в академии Хаднер играл в футбол и в итоге занял позицию заднего бегущего юношеской университетской команды.
По завершении академии Хаднер служил офицером связи на борту нескольких надводных кораблей. В первые годы военной службы Хаднер заявлял, что не интересуется авиацией. После годичной службы на борту тяжёлого крейсера USS Helena (типа «Балтимор») действовавшего у побережья Тайваня, Хаднера перевели на пост офицера связи на военно-морской базе Перл-Харбор, где он прослужил следующий год. В 1948 году Хаднер заинтересовался авиацией и поступил в лётную школу, увидев в этом «новый вызов». После прохождения базовой лётной подготовки на базе военно-морской авиации в Пенсаколе, штат Флорида он был переведён на базу военно-морской авиации Корпус Кристи, штат Техас, где прошёл продвинутую лётную подготовку и в августе 1949 года получил квалификацию военно-морского лётчика. После краткой службы в Ливане, Хаднер был переведён в эскадрилью VF-32 истребителей-штурмовиков на борт авианосца USS Leyte где пилотировал истребитель F4U «Корсар». Позднее он рассказывал, как ему нравилась его служба, т.к. он считал «Корсар» «безопасным и удобным» самолётом.     

### Корейская война
В ночь на 25 июня 1950 года десять дивизий Народной армии Северной Кореи перешли границу и начали полномасштабное наступление на южного соседа, Республику Корея. Северокорейская армия в 89 тыс. чел. наступала шестью колоннами, застав врасплох меньшую по числености и неготовую к войне армию своего противника. Превосходящая по численности северокорейская армия преодолела сопротивление 38 тыс. южнокорейских солдат, разделённых по изолированным группам и двинулась дальше на юг. В течение нескольких часов северокорейцы могли достичь Сеула, что вынудило южнокорейское правительство и рассеяную армию отходить на юг.
Чтобы спасти Южную Корею от коллапса, Совет безопасности ООН проголосовал за отправку вооружённых сил. Седьмой флот США выделил боевую группу 77, возглавляемую авианосцем USS Valley Forge а британский Дальневосточный флот отправил несколько кораблей, включая HMS Triumph для обеспечения воздушной и морской поддержки. Хотя флоты блокировали побережью Северной Кореи и посылали самолёты, которые задержали продвижение северокорейцев, все эти усилия не могли остановить опасность неминуемого разгрома Южной Кореи. Президент США Гарри Трумэн приказал отправить сухопутные войска в Корею, для дополнения воздушной поддержки. Все части и корабли ВМС США были подняты по тревоге. Авианосец «Лейте» находился в Средиземном море и Хаднер не рассчитывал попасть в Корею, но 8 августа прибыл резервный авианосец, и «Лейте» получил приказ идти в Корею . Военно-морское командование полагало, что пилоты на «Лейте» были лучше обучены и подготовлены чем пилоты на других авианосцах, поэтому «Лейте» первым отправили на театр военных действий. «Лейте»   прошёл через Гибралтар в Атлантику, затем в Куонсет, через Панамский канал прошёл в Сан-Диего, штат Калифорния, затем ушёл к Гавайям, дошёл до Японии и 8 октября прибыл в корейские воды.   .
Авианосец «Лейте»  присоединился к боевой группе 77 действующей у северо-восточного побережья Корейского полуострова. Там находилось 17 кораблей Седьмого флота, в том числе авианосец USS Philippine Sea, линкор USS Missouri и крейсер USS Juneau. Хаднер совершил 20 вылетов в Корею, нанося удары по линиям связи, скоплениям войск и военным объектам у Вонсана, Чонджу, Сонгджима и Сенанджу.
После вступления Армии народных добровольцев КНР в войну в конце ноября 1950 года, Хаднер и его эскадрилья были направлены к Чосинскому водохранилищу, где вели ожесточённые бои десятый корпус армии США и 9-я армия Народных добровольцев. Около сотни тысяч китайских войск окружили 15 тыс. американских войск и пилотам на «Лейте» приходилось совершать дюжины вылетов ежедневно для обеспечения поддержки с воздуха, что препятствовало китайцам полностью зачистить местность.

### 4 декабря 1950 года
4 декабря 1950 года в 13.38 эскадрилья из шести самолётов, один из которых пилотировал Хаднер, вылетела с авианосца «Лейте»  на помощь отряду американских морских пехотинцев, окружённых китайскими войсками.  Другие самолёты пилотировали старший офицер лейтенант-коммандер Ричард Севоли, Лейтенант Джодж Хадсон, младший лейтенант Билл Кёниг, энсин Рафль Маккуин и энсин Джесси Браун, первый негр- военно-морской авиатор. Эскадрилья пролетела 160 км к месту нахождения боевой группы 77 у Чосинского водохранилища близ деревень Юдам-ни и Хагару-ри, полёт занял 35-40 минут по суровой зимней погоде. Пилоты начали поиск целей на западном берегу водохранилища, снизившись при этом до 210 метров. Их трёхчасовая миссия «Найти и уничтожить» также имела задачу уточнить численность китайских сил в районе
Пилотам не удалось обнаружить китайцев. В 14.40 Кёниг сообщил Брауну что за его самолётом тянется хвост топлива. Вероятно, самолёт Брауна получил повреждения, когда спрятавшаяся группа китайской пехоты скопом обстреляла самолёт из лёгкого стрелкового оружия, когда он над ними пролетал. По меньшей мере одна пуля повредила топливопровод. Давление топлива стало падать, Браун всё больше терял контроль надо самолётом. Он сбросил дополнительные топливные баки и ракеты и попытался посадить самолёт на заснеженной поляне на склоне горы. Самолёт Брауна совершил жёсткую посадку в чашеобразной долине с координатами 40°36′N 127°06′E близ Сомон-ри на вражеской территории в 24 км от фронта. Температура воздуха составляла (- 10 °C). Самолёт развалился при ударе об землю, нога Брауна оказалась зажатой. Браун сорвал с себя шлем и перчатки, пытаясь освободиться, после чего помахал рукой кружащим над ним товарищам. Хаднер  другие пилоты подумали что Браун погиб при приземлении и они немедленно подали сигнал бедствия для какого-нибудь тяжёлого транспортного самолёта  поблизости. Они облетели гору в поисках китайских сухопутных войск. Пилоты получили сигнал что к ним прибудет спасательный вертолёт. Самолёт Брауна задымился, возникло пламя близ его внутренних топливных баков.
Хаднер тщетно пытался передать Брауну инструкции по радио. Он сам совершил жёсткую посадку, бросился на помощь Брауну и попытался вытащить его из самолёта. Состояние Брауна ухудшалось с каждой минутой. Хаднер попытался забросать пламя снегом, но так безрезультатно. Браун начал терять сознание, но, несмотря на сильную боль, не жаловался Хаднеру. В 15.00 прибыл спасательный вертолёт. Хаднер и пилот вертолёта лейтенант Чарльз  тщетно пытались потушит пожар из огнетушителя. В течение 45 минут Хаднер и Уард пытались освободить Брауна при помощи топора. Они кратко обсудили просьбу Брауна отрубить его зажатую ногу. Вскоре Браун потерял сознание, его последними словами были: «Скажите Дейзи что я люблю её». Вертолёт не мог летать ночью и был вынужден улететь, унося Хаднера на борту, Браун так и остался на месте. Считалось что он вскоре умер от ран и холода. Китайцы таки не появились в районе, возможно из-за самолётов VF-32, облетавших местность.
Хаднер умолял командование позволить ему вернуться к разбитому самолёту чтобы вытащить Брауна, но ему было отказано. Офицеры опасались что противник устроит засаду на уязвимые вертолёты, что приведёт к новым потерям. Чтобы тело пилота и разбитый самолёт не попали в руки китайцев авиация ВМС США сбросила на место крушения напалм. Пилоты заметили что тело Брауна было передвинуто, а его одежда снята, но он также оставался в ловушке разбитого самолёта. Экипаж самолёта прочёл молитву «Отче наш», заметив что пламя охватило тело Брауна. Остатки Брауна и самолёта так и не были впоследствии найдены. Браун стал первым военно-морским офицером негритянского происхождения, погибшим на войне.
События 4 декабря вывели Хаднера из строя на месяц, поскольку  он повредил спину при посадке. Позднее он сказал, что испытывал последствия от травмы в течение 6-8 лет. В ходе войны он совершил 27 боевых вылетов пока 20 января 1951 года «Лейте» не отправилась на соединение с  Атлантическим флотом. 13 апреля 1951 года президент США Гарри Трумэн наградил Хаднера медалью Почёта. В ходе награждения Хаднер увиделся со вдовой Брауна Дейзи. Они продолжали общаться в течение последующих 50 лет. Хаднер стал первым военнослужащим, получившим медаль Почёта в ходе Корейской войны, хотя несколько военнослужащих удостоились этой медали за действия совершённые до 4 декабря 1950 года.
Хаднер отметил, что его изредка критиковали за его поступок, что «примерно 90 человек» говорили ему, что он действовал безрассудно. Его командиры заметили что он поставил под угрозу пилота вертолёта и пожертвовал своим самолётом, но Хаднер позднее заметил что не сожалеет о своём поступке, поскольку считает что это было спонтанным действием. После этого инцидента командование отдало приказы запрещающие пилотам подобные аварийные посадки с целью спасения сбитых товарищей. По поздним размышлениям, Хаднер отметил, что не считает себя героем за свои действия.

### Дальнейшая карьера
После награждения медалью Почёта Хаднер был переведён в США и служил лётным инструктором на базе ВВс Корпус-Кристи в штате Техас в 1952-53 годах. После этого в 1953-54 годах он служил штабным офицером в третьей авианосной ударной дивизии , входившей в боевую группу 77 и действующую в районе Японии. В 1955-56 гг он служил третьей испытательной эскадрилье на базе ВВС Атлантик-сити в Нью-Джерси, где летал на опытных и экспериментальных самолётах. За это время он прошел обучение на самолетах с реактивными двигателями.
С октября 1957 года Хаднер служил в ВВС по программе обмена, два года летал на самолётах F-94 Starfire и F-101 Voodoo в составе 60-й эскадры перехватчиков на базе ВВс Отис (округ Бэрнстейбл, штат Массачусетс). Затем он был повышен в звании до коммандера и до 1962 года служил адъютантом начальника управления военно-морских вооружений, после чего поступил в Военно-воздушный колледж на базе ВВС Максвелл (Монтгомери, штат Алабама). По завершении учёбы в июле 1963 года он вернулся к лётной службе и  был назначен старшим офицером 53-й истребительной эскадрилильи, летал на самолёте F-8E Crusader с авианосца USS Ticonderoga. В дальнейшем он принял командование этой эскадрильей. Затем он был переведён на пост офицера по обучению командованию в отделе командующего авиацией ВМС на военно-морской базе Норд-айленд в г. Коронадо, штат Калифорния.
В 1965 году Хаднер был произведён в капитаны и принял командование над 34-й учебной эскадрильей на военно-морской авиационной базе Чейз-филд в округе Би, штат Техас. В 1966 году Хаднер был переведён на авианосец «Китти Хоук», сначала на должность навигатора, потом на пост старшего офицера корабля. В 1966-67 годах «Китти Хоук» крейсировала у берега Южного Вьетнама, осуществляя поддержку участникам Вьетнамской войны. Хаднер служил на корабле в ходе очередного такого тура но не участвовал в боях и боевых вылетах. В 1968 году он был назначен офицером оперативного отдела подразделения воздушных операций в Юго-Восточной Азии ВМС США. В том же году он вступил в брак с Джорджией Смит, вдовой с тремя детьми, он повстречал её в Сан-Диего. В этом браке у них в 1971 году родился сын Томас Джером Хаднер-третий. Последний пост который занимал Хаднер в рядах ВМС – глава учебной авиационно-технической подготовки в управлении руководителя военно-морскими операциями в Вашингтоне. В 1973 году Хаднер ушёл в отставку с этого поста.        
17 февраля 1973 года за несколько дней до отставки Хаднера ВМС США ввели в строй фрегат «Джесси Браун» (тип «Нокс»), он стал третьим кораблём в военно-морской истории США названным в честь афроамериканца. Хаднер присутствовал на церемонии в Бостоне (штат Массачусетс) и произнёс речь-посвящение. На церемонии также присутствовали вдова Брауна Дейзи Браун Торн (снова вышедшая замуж) и дочь Брауна Памелла Браун. Спустя 20 лет корабль был выведен из строя 27 июля 1994 года и продан Египту.    

## После отставки
После выхода на пенсию Хаднер сначала работал консультантом по вопросам управления, а затем работал в United Service Organizations. После выхода в отставку, благодаря медали Почёта, Хаднер регулярно работал с различными группами ветеранов, был лидером ветеранского сообщества, а в остальном жил спокойной жизнью. С 1991 по 1999 год он занимал пост комиссара департамента по делам ветеранов штата Массачусетс, на этой должности его сменил Томасу Дж. Келли, другой награждённый медалью Почёта.
В дальнейшем Хаднер получил ряд наград. В 1989 году он был удостоен награды в рамках программы ВВС «Сбор орлов» на базе ВВС Максвелл. В 2001 году Хаднер вручил Дейзи Браун Торн несколько посмертных медалей Джесси Брауна в Университете штата Миссисипи. В мае 2012 года министр ВМС объявил, что ракетный эсминец типа «Арли Берк» получит название USS Thomas Hudner. Корабль был крещен 1 апреля 2017 года в присутствии Хаднера и вошёл в состав флота в Бостоне 1 декабря 2018 года.
После 1991 года Хаднер жил в Конкорде, штат Массачусетс, со своей женой Джорджией. В июле 2013 года он посетил Пхеньян, Северная Корея, чтобы забрать останки Джесси Брауна с места крушения. Власти Северной Кореи посоветовали ему вернуться в сентябре, когда погода станет более предсказуемой.
В октябре 2015 года  была опубликована официальная биография Хаднера под титулом «Преданность: эпическая история героизма, дружбы и жертвенности», биография стала результатом семи лет совместной работы с писателем Адамом Макосом.
Хаднер умер в своем доме в Конкорде, штат Массачусетс, 13 ноября 2017 года в возрасте 93 лет. 4 апреля 2018 года он был похоронен на Арлингтонском национальном кладбище. На церемонии присутствовал председатель Объединённого комитета начальников штабов генерал Джозеф Данфорд.
Роль Хаднера в фильме режиссёра Джея Ди Дилларда «Преданность» 2022 года играет актёр Глен Пауэлл.

## Награды и знаки отличия
|                                                                           |                                                              |                                                                                |
| A light blue military ribbon with five white stars with five points each. | A purple military ribbon with a thick white line at each end | A red military ribbon with a thin blue and white line running down the center. |
| Золотая звезда повторного награждения                                     |                                                              |                                                                                |
|                                                                           |                                                              |                                                                                |
|                                                                           | Бронзовая звезда за службу                                   | Бронзовая звезда за службу · Бронзовая звезда за службу                        |
| Бронзовая звезда за службу                                                |                                                              |                                                                                |
|                                                                           |                                                              |                                                                                |

| Пряжка  | Naval Aviator Badge                                                        | Naval Aviator Badge                                                         | Naval Aviator Badge                                   |
| 1-й ряд | Медаль Почёта                                                              | Орден «Легион почёта»                                                       | Бронзовая звезда                                      |
| 2-й ряд | Медаль военно-воздушных сил с одной золотой звездой повторного награждения | Похвальная медаль (ВМС)                                                     | Президентская благодарность подразделению             |
| 3-й ряд | Благодарность части Военно-морского флота                                  | Медаль «За Американскую кампанию»                                           | Медаль Победы во Второй мировой войне                 |
| 4-й ряд | Медаль «За оккупационную службу»                                           | Медаль «За службу национальной обороне» с одной бронзовой звездой за службу | Медаль «За службу в Корее» с двумя звёздами за службу |
| 5-й ряд | Медаль «За службу во Вьетнаме» с одной звездой за службу                   | Крест «За храбрость» с пальмовым листом                                     | Благодарность президента Республики Корея             |
| 6-й ряд | Медаль «За службу ООН в Корее»                                             | Медаль «За кампанию во Вьетнаме»                                            | Медаль «За службу на Корейской войне»                 |

## Наградная запись к медали Почёта
Хаднер был одним из 11 человек, награжденных медалью Почёта за участие в битве при Чосинском водохранилище. Он стал первым из семи военнослужащих ВМС США и единственным военно-морским лётчиком, награжденным медалью Почёта за участие в Корейской войны.

За выдающуюся храбрость и отвагу, проявленные с риском для жизнью при выполнении и перевыполнении долга службы на посту пилота 32-й истребительной эскадрильи в ходе попытки спасения товарища по эскадрилье, чей самолёт был сбит зенитным огнём и, задымившись, упал на вражеской территории. Быстро описав круг вокруг сбитого пилота и защитив его от вражеских войск, заполонивших район младший лейтенант Хаднер рискнул жизнью, чтобы спасти раненого лётчика, оказавшегося в ловушке в загоревшемся самолёте. Осознавая полностью крайнюю опасность приземления на пересечённой горной местности и слабую надежду на побег или выживание при минусовой температуре. Он умело посадил свой самолёт, преднамеренно подняв шасси в виду противника. Голыми руками он засыпал фюзеляж снегом, чтобы пламя не дошло до пилота, и изо всех сил пытался вытащить его.  Не добившись успеха, он вернулся к своему разбитому самолёту и связался по радио с другими самолётами, запросив чтобы высланный к ним [экипаж] вертолёта захватил топор и огнетушитель. Он остался на месте, несмотря на опасность со стороны противника, и с помощью [прибывшего] пилота-спасателя возобновил отчаянную, но безрезультатную борьбу со временем, холодом и пламенем. Необычайно храбрые действия младшего лейтенанта Хаднера и беззаветная преданность товарищу по кораблю поддержали и возвеличили высочайшие традиции военно-морской службы США. 
Оригинальный текст (англ.)
For conspicuous gallantry and intrepidity at the risk of his life above and beyond the call of duty as a pilot in Fighter Squadron 32, while attempting to rescue a squadron mate whose plane struck by antiaircraft fire and trailing smoke, was forced down behind enemy lines. Quickly maneuvering to circle the downed pilot and protect him from enemy troops infesting the area, Lt. (J. G.) Hudner risked his life to save the injured flier who was trapped alive in the burning wreckage. Fully aware of the extreme danger in landing on the rough mountainous terrain and the scant hope of escape or survival in subzero temperature, he put his plane down skillfully in a deliberate wheels-up landing in the presence of enemy troops. With his bare hands, he packed the fuselage with snow to keep the flames away from the pilot and struggled to pull him free. Unsuccessful in this, he returned to his crashed aircraft and radioed other airborne planes, requesting that a helicopter be dispatched with an ax and fire extinguisher. He then remained on the spot despite the continuing danger from enemy action and, with the assistance of the rescue pilot, renewed a desperate but unavailing battle against time, cold, and flames. Lt. (J. G.) Hudner's exceptionally valiant action and selfless devotion to a shipmate sustain and enhance the highest traditions of the U.S. Naval Service.
— 

## Комментарии
1. ↑   С 2000 года эта награда вручалась задним числом всем американским военнослужащим, участвовавшим в Корейской войне. See: US Navy, Korean Service Medal,.